# Ганделино
Ганделѝно (на италиански: Gandellino; на ломбардски: Gandili, Гандили) е село и община в Северна Италия, провинция Бергамо, регион Ломбардия. Разположено е на 675 m надморска височина. Населението на общината е 995 души (към 2017 г.).